# Bodianus thoracotaeniatus
Bodianus thoracotaeniatus är en fiskart som beskrevs av Yamamoto 1982. Bodianus thoracotaeniatus ingår i släktet Bodianus och familjen läppfiskar. IUCN kategoriserar arten globalt som otillräckligt studerad. Inga underarter finns listade.